# تازه‌کارها (مانگا)
تازه‌کارها (انگلیسی: Rookies) یک سری مانگا ژاپنی شونن مانگا نوشته و تصویرگری ماسانوری موریتا است.